# إيوين غرين
إيوين غرين (بالإنجليزية: Ewen Green)‏ هو لاعب شطرنج نيوزيلندي، ولد في 4 أبريل 1950.

## وصلات خارجية
- إيوين غرين على موقع الاتحاد الدولي للشطرنج (الإنجليزية)
- إيوين غرين على موقع مباريات الشطرنج (الإنجليزية)
- إيوين غرين على موقع Chesstempo.com (الإنجليزية)
- إيوين غرين سجل أولمبياد الشطرنج على موقع OlimpBase.org (الإنجليزية)